# Pillingsdorf
Pillingsdorf este o comună din landul Turingia, Germania.